# Nombre de Sa-Ra

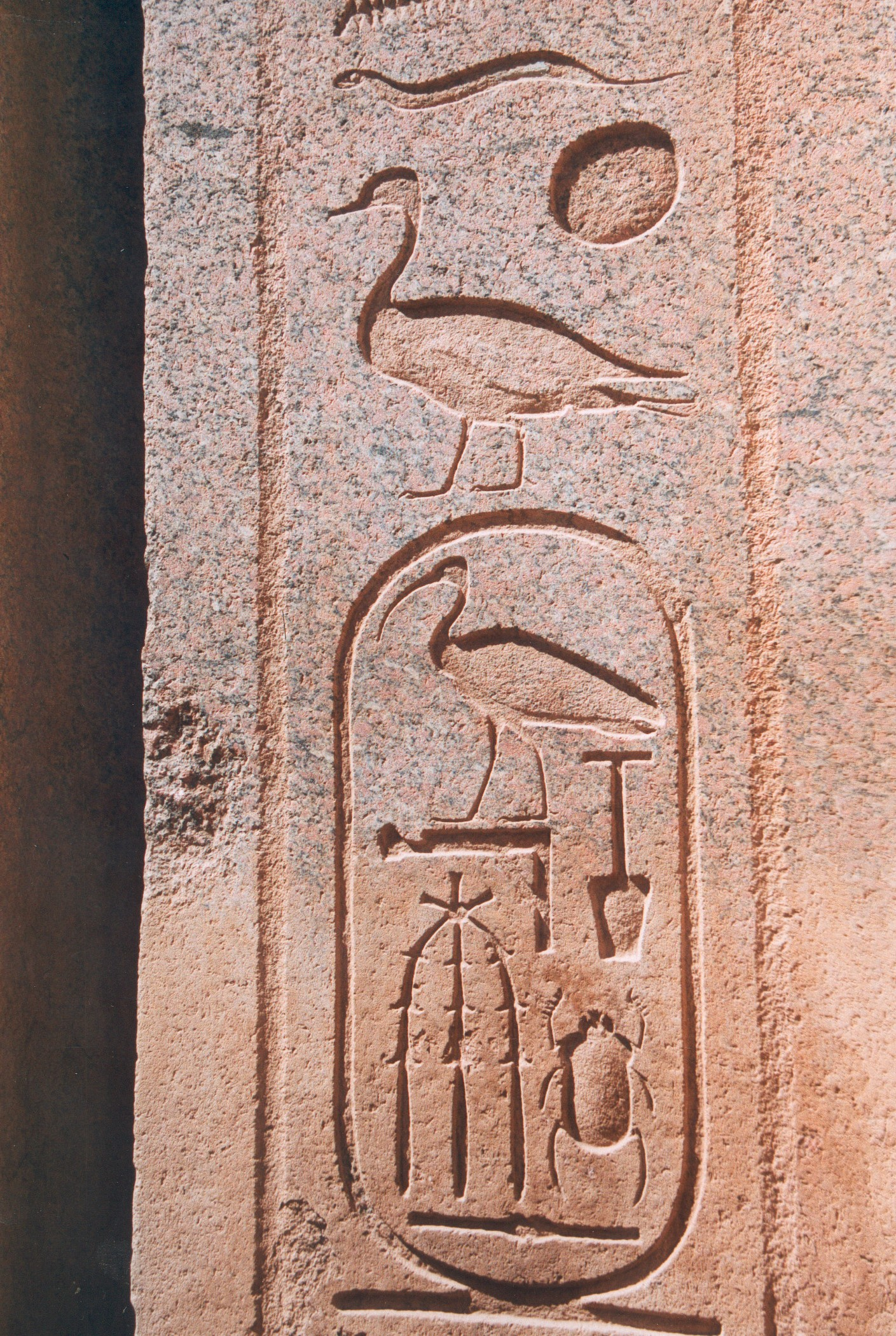
Nombre de Sa-Ra de Thutmose III. Karnak.

El Nombre de Sa-Ra de los antiguos faraones egipcios era uno de los "cinco grandes nombres". Fue introducido por el rey Dyedefra, tercer faraón de la Dinastía IV, como enmienda al tradicional escudo de armas nswt-bity. Posteriormente, el nomen se separó del prenomen para convertirse en un nombre real independiente.
| G39 | N5 |

## Apariencia heráldica
El título Sa-Ra, que literalmente significa "Hijo de Ra", se escribía con el símbolo de un disco solar y el de un ganso debajo. Inicialmente, los símbolos del sol y el ganso se colocaban al final del cartucho que contenía el nombre del rey. Este se leía como: "Rey del Bajo y Alto Egipto, rey XXX, hijo de Ra". Posteriormente, se colocó antes del cartucho, introduciendo el nombre del rey, y ahora se lee como: "Hijo de Ra, rey XXX". Los jeroglíficos que formaban el nombre se colocaron dentro del cartucho.

## Simbología
Bajo el reinado de Dyedefra, rey de la Dinastía IV, el culto al dios solar Ra alcanzó un nuevo auge. Los faraones egipcios creían ahora que eran los verdaderos hijos de Ra, ya que este se había convertido en el más grande de todos los dioses. Esto cambiaría más tarde, y Ra se fusionó simbólicamente con el dios Amón.